# Wirtschaftsmuseum Kreis Ravensburg

Logo des Wirtschaftsmuseums

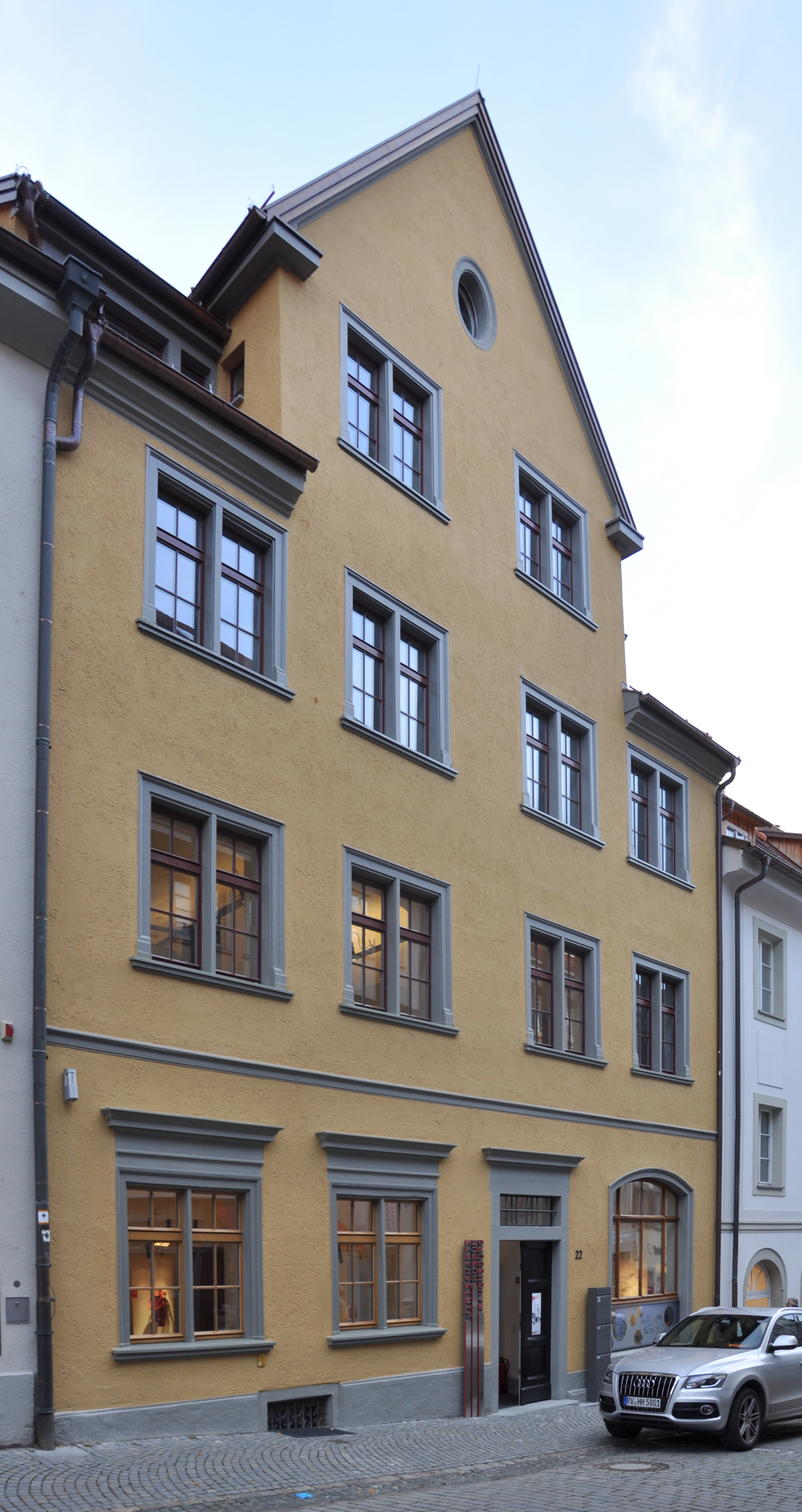
Eingang des Wirtschaftsmuseum Kreis Ravensburg

Das Wirtschaftsmuseum Kreis Ravensburg ist ein Museum zur Wirtschafts- und Gesellschaftsgeschichte des 19. und 20. Jahrhunderts im Landkreis Ravensburg.
Das Museum geht auf eine Stiftung der Kreissparkasse Ravensburg zurück und liegt in der Altstadt von Ravensburg. Es wurde am 27. Oktober 2012 unter dem Namen Wirtschaftsmuseum Ravensburg eröffnet und trägt nach einer Umgestaltung im Jahr 2024 den heutigen Namen. Die Leitung hat Christian von der Heydt.

## Gebäude
Das Museum befindet sich im Haus Marktstraße 22, das mittelalterlichen Ursprungs ist und der Patrizierfamilie Furttenbach gehörte. Im 19. Jahrhundert beherbergte es die Oberamtspflege und war von 1823 bis 1931 auch erster Sitz der damaligen Oberamtssparkasse, der ersten Kreissparkasse in Württemberg. Danach wurde das Haus lange von der Verwaltung des Ravensburger Verlags genutzt.
Mit dem gegenüberliegenden Museum Humpis-Quartier, dem benachbarten Museum Ravensburger und dem nahen Kunstmuseum Ravensburg ist das Museum Teil eines von 2009 bis 2013 entstandenen „Museumsviertels“ in der Ravensburger Altstadt.

## Ausstellung
Gezeigt werden Gegenstände und Dokumente, die die Geschichte von Wirtschaftsbetrieben im Landkreis Ravensburg illustrieren. Mit Landwirtschaft, Handwerk, Industrie sowie Handel, Banken und Dienstleistungen werden alle Wirtschaftszweige beleuchtet. Auch die Geschichte der Arbeit und der Arbeiter wird dargestellt. In der Dauerausstellung des Museums sind einige Raritäten wie beispielsweise der alte Tresorraum der ehemaligen Oberamtssparkasse, ein Versuchsmotor für eine Dampfdraisine des Ravensburger Autopioniers Jakob Kilgus und Torfwasen zum Befeuern der ersten Produktion von Oberland Glas in Bad Wurzach zu sehen. Ergänzt werden die Ausstellungsstücke von kurzen Hörspielen und Ton- und Videoaufnahmen von Interviews.

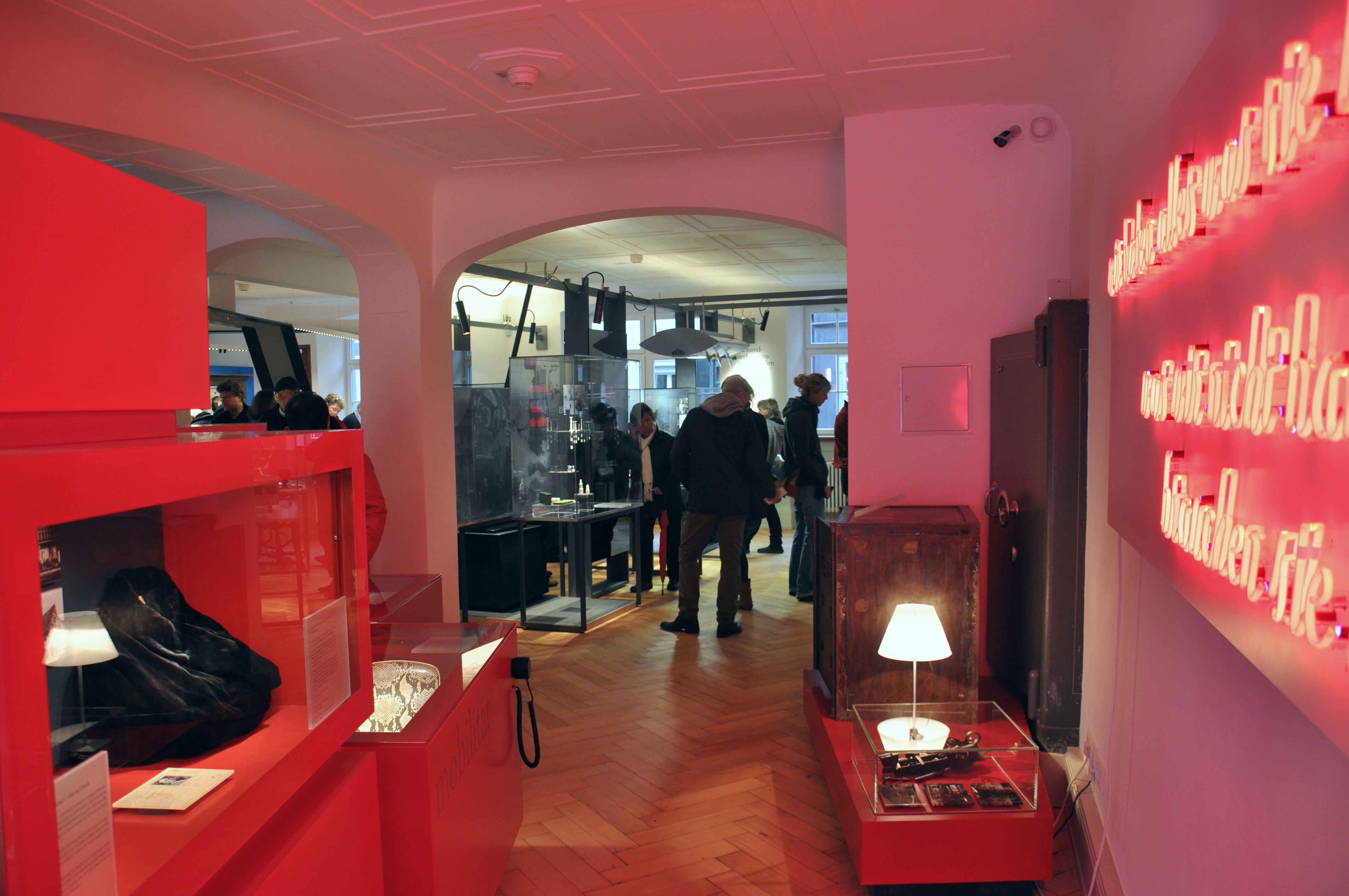
Dauerausstellung im 1. Geschoss
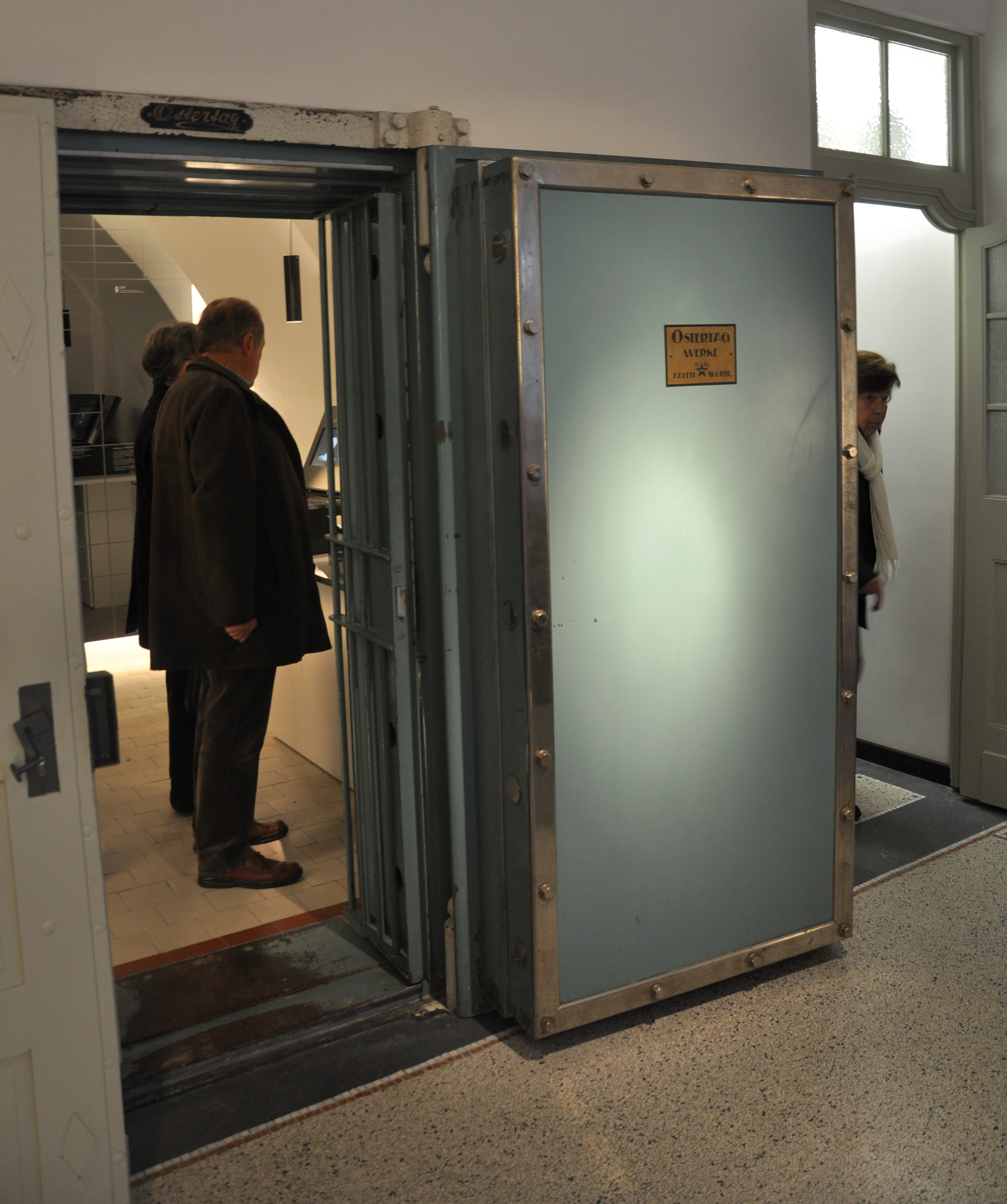
Tresorraum der Oberamtssparkasse
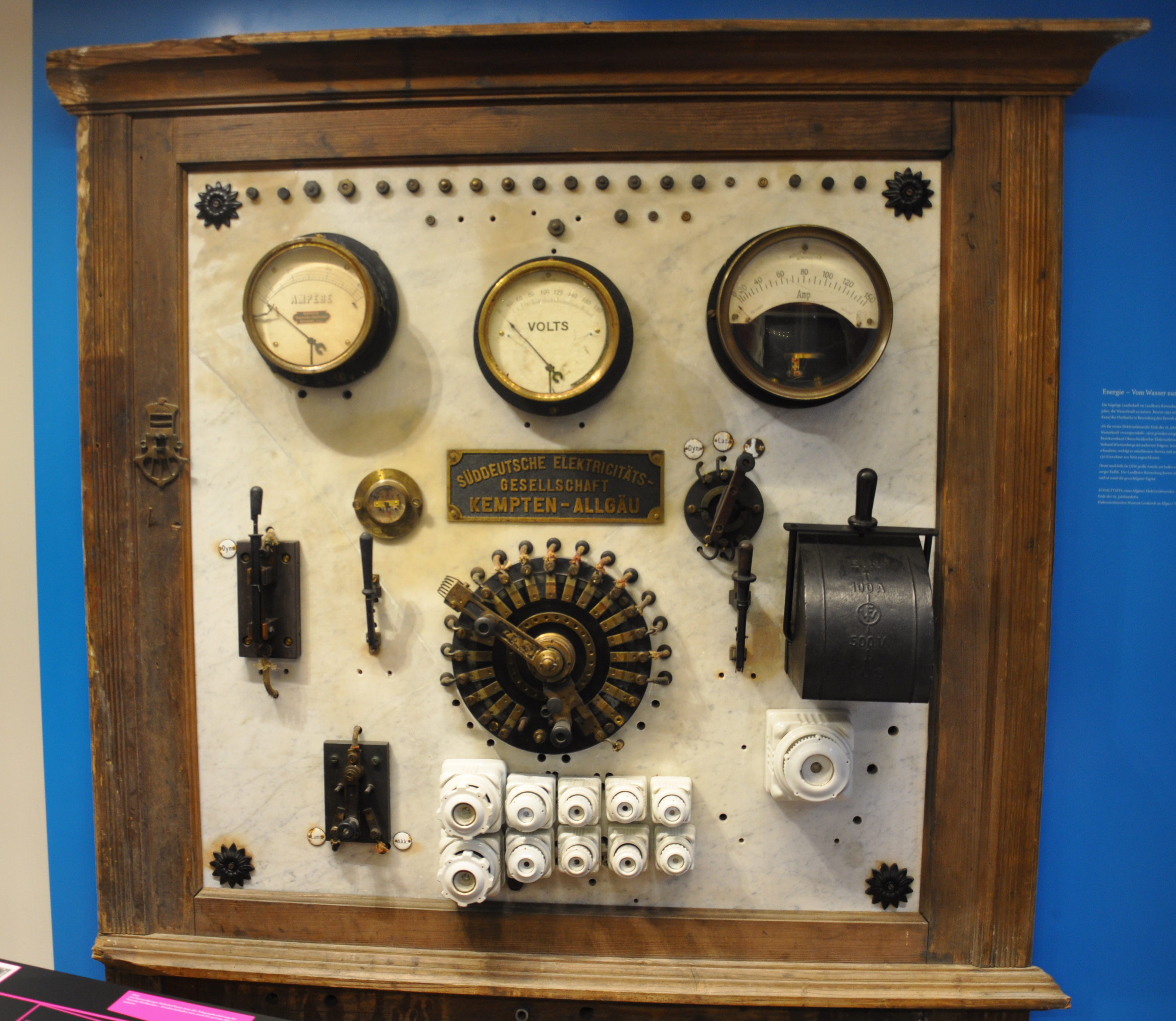
Schalttafel eines Elektrizitätswerks
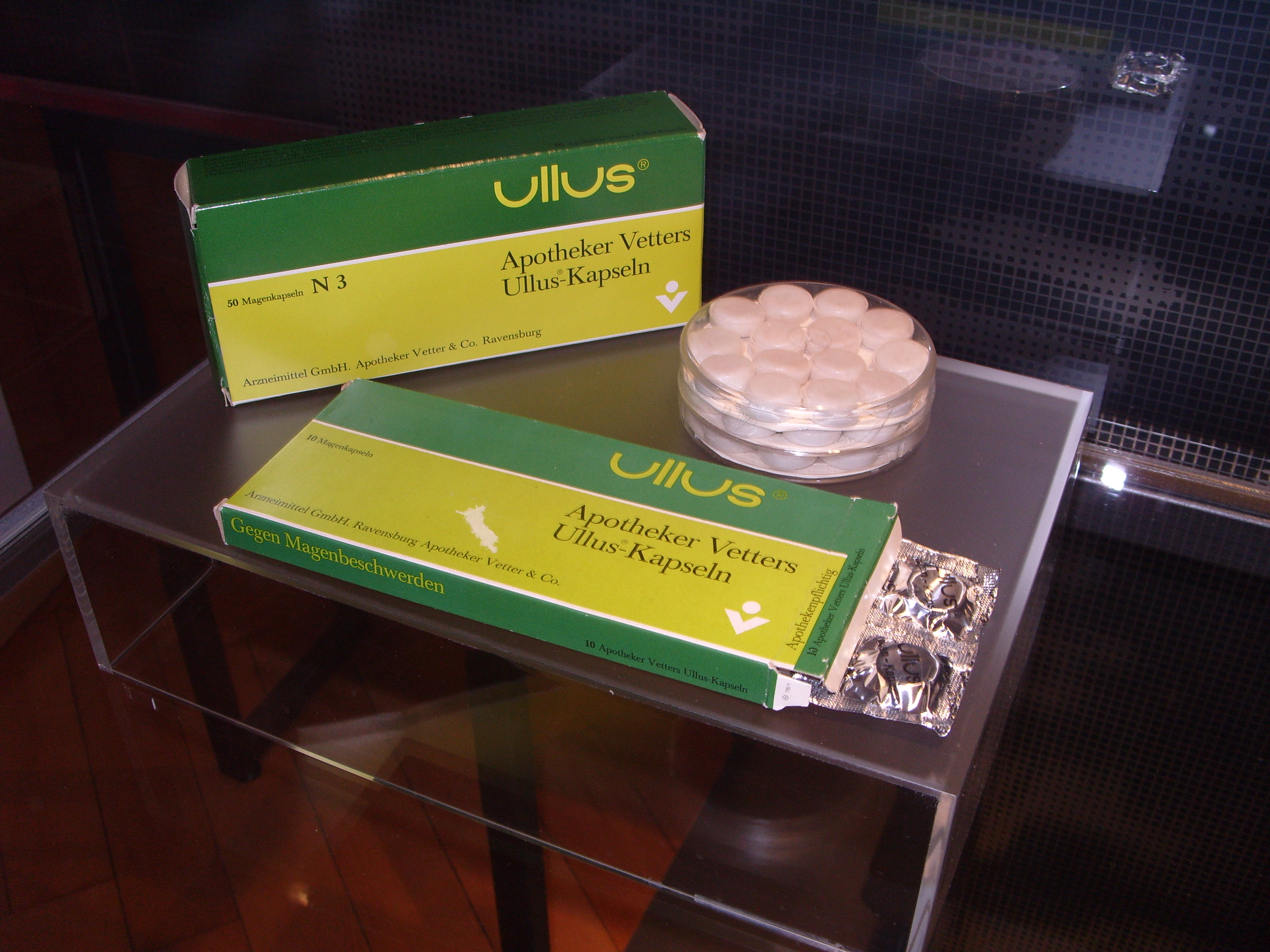
Ullus-Kapseln von Vetter Pharma
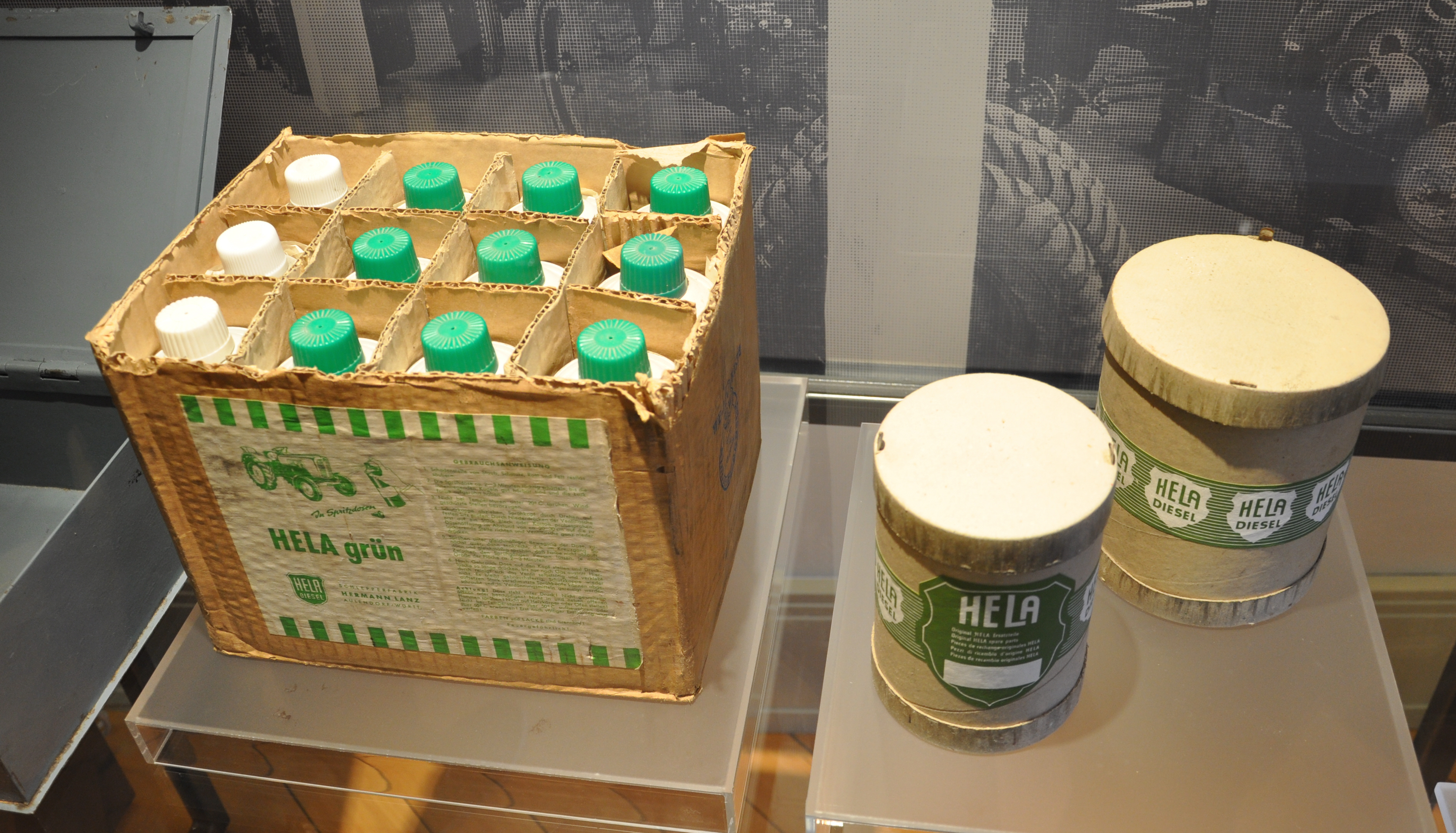
HELA Farb-Spritzdosen und Kolbenverpackung